# شمرة الجبل
شُمرة الجبل أو شُمرة الخنازير أو بوسيدَنوم أو برباطودة (الاسم العلمي: Peucedanum)، جنس نباتات مُزهرة من فصيلة الخيمية.